# Thérisso
Thérisso (grec Θέρισο ['θeriso], normalment transliterat Theriso) és un poble a l'interior de l'illa grega de Creta, a la prefectura de Khanià. El poble és al sud de la ciutat de Khanià, al capdamunt de la Gorja de Thérisso.
L'antic municipi de Thérisso incloïa els pobles de Vamvakopoulo, Thérisso, Hàgia i Varipetro, i formava part de la província històrica de Kidonia.
Amb el pla kalikratis de 2011, tot l'antic municipi ha estat inclòs al municipi de Khanià.
Aquí el 1905 Elevthérios Venizelos va organitzar l'Assemblea Revolucionària que va fer la Revolta de Thérisso, que va expulsar el príncep Jordi de Grècia i va precipitar la independència de la República de Creta i la seva unió amb el Regne de Grècia.